# Sigmundstor (Salzburg)
Sigmundstor (Sigmundsport) , i folkemunde udelukkende kaldet Neutor (Nyport), er en tunnel i den østrigske by Salzburg, som opførtes i det 18. århundrede. Den forbinder Salzburgs Altstadt med bydelen Riedenburg gennem bjerget Mönchsberg, og er 131 meter lang. Sigmundstor er den ældste vejtunnel i det nuværende Østrig, og var tidligere også én af Salzburgs historiske byporte. I årene fra 1916 til 1940 blev den desuden også passeret af  Salzburgs sporvognstrafik.